# Babacar Ndiaye (Wirtschaftswissenschaftler)
Babacar Ndiaye (* 6. November 1936 in Conakry; † 13. Juli 2017 im Senegal) war ein senegalesischer Wirtschaftswissenschaftler und von 1985 bis 1995 der fünfte Präsident der Afrikanischen Entwicklungsbank (AfEB).

## Leben
Ndiaye wurde in Conakry, der heutigen Hauptstadt Guineas, als Sohn eines senegalesischen Vaters und einer guineischen Mutter geboren. Seine Kindheit und frühe Schulzeit verbrachte er in seinem Heimatland, bis er nach Frankreich migrierte, um in Toulouse an der dortigen École supérieure de commerce (Wirtschaftshochschule) zu studieren. Anschließend ging er an das Institut d’études politiques de Paris und erwarb später einen Abschluss zum Wirtschaftsprüfer an der Caisse centrale de coopération économique (Vorgängerin der heutigen Agence française de développement).
1965 ging Ndiaye nach Afrika zurück, wo er einer der ersten Mitarbeiter der im vorherigen Jahr gegründeten Afrikanischen Entwicklungsbank wurde. Er war Finanzdirektor, später Vize-Präsident für Finanzwesen, bis er im Mai 1985 zum fünfte Präsidenten gewählt wurde. Bis heute ist er der einzige Interne, der zum Präsident gewählt wurde.
Während seiner Präsidentschaft gelang es der AfEB erstmals, ein AAA-Rating den großen Ratingagenturen Moody’s, Fitch Ratings und Standard & Poor’s zu erlangen, was mit gewonnenen Vertrauen und der Öffnung der AfEB für ausländische Investoren im Jahr 1987 dazu führte, dass die AfEB ihr Eigenkapital um 200 % auf 23,3 Mrd. US-Dollar steigern konnte. Ndiaye gründete mehrere pan-afrikanische Institutionen, wie die Import-Export-Bank Afreximbank. 1990 wurde er wiedergewählt. Nach seinem Ausscheiden aus der AfEB blieb Ndiaye aktiver Ehrenpräsident und besuchte mehrere Kongresse.
Ndiaye verstarb am 13. Juli 2017 in seinem Heimatland Senegal.

## Zitate
“Senegal is my village, Africa my country.”

„Senegal ist mein Dorf, Afrika mein (Heimat)Land.“